# Nhà thờ John's Lane
Nhà thờ thánh Augustinô và thánh Gioan, thường được gọi là Nhà thờ John's Lane, là một nhà thờ Công giáo tọa lạc trên phố Thomas, thủ đô Dublin, Cộng hòa Ireland. Nhà thờ được khánh thành vào năm 1874 và được xây mới trên nền đất cũ của bệnh viện thánh Gioan (St. John's Hospital, thành lập vào khoảng năm 1180). Hiện nay nhà thờ nằm dưới sự chăm sóc của các tu sĩ Dòng Thánh Âu Tinh.

## Lịch sử
Việc xây dựng nhà thờ này đã được quyết định vào năm 1860, và khởi công trong mùa Phục Sinh năm 1862. Kiến trúc sư là Edward Welby Pugin và George C. Ashlin. Nhà thờ được thánh hiến năm 1874. Do thực tế là có vấn đề với các cơ quan chức năng, đã mất 33 năm để bên ngoài của nhà thờ cuối cùng được hoàn thành vào 1895. Công trình xây dựng bên trong nhà thờ chỉ được hoàn thành vào năm 1911. Tháp nhà thờ cao 61 mét, cao nhất trong thành phố Dublin.
Nhà thờ được cung hiến cho thánh Augustinô thành Hippo và thánh Gioan Baotixita.